# ヒュルタコス
ヒュルタコス（古希: Ὕρτακος , Hyrtakos）は、ギリシア神話の人物である。トロイアーの伝説中に現れるが系統不詳の人物である。トロイア戦争で活躍した武将アシオスの父。アポロドーロスによると、プリアモスがヘカベーと結婚するにあたって、前妻のアリスベーをヒュルタコスに与え、2人の間に生まれたのがアシオスであるという。ウェルギリウスによるとヒッポコオーン、また女狩人イーダーとの間にニーソスという息子がいたとしている。